# 난카이 전기 철도 1000계 전동차 (1992년 도입)
난카이 전기 철도 1000계 전동차(일본어: 南海1000系電車)는 1992년부터 운행하고 있는 난카이 전기 철도의 전동차이다.
1987년에 퇴역된 난카이 전기 철도 1000계 전동차에 이어 2대 전동차로 2001년까지 도입했다. 전 편성이 도큐차량제조에서 제조되었다.